# Bacia do Cuanza

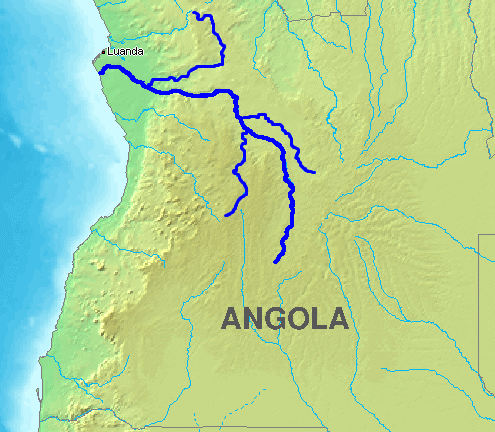
Principais rios da bacia do Cuanza.

A bacia do Cuanza é uma bacia hidrográfica angolana, que tem seu principal flúmen de escoamento o rio Cuanza, sendo a maior e mais importante bacia do país. Abrange 152.570 km² de área de drenagem.
A área de drenagem da bacia abrange as províncias angolanas de Bié, Huambo, Malanje, Cuanza Norte, Cuanza Sul e Luanda, sendo a principal fornecedora de água doce, energia elétrica e peixes para as populações do centro de Angola, além de albergar imensas áreas biodiversamente ricas na sua região de influência.
Seu curso navegável principal é pelo rio Cuanza, sendo o primeiro tramo da Barra do Cuanza até Muxima, e o segundo tramo de Muxima até a Central Hidroelétrica de Cambambe. Após Cambambe, a bacia entra em regiões planálticas, com longos trechos encachoeirados, tornando impossível a navegação.

## Sub-bacias
Possui três sub-bacias, sendo a do Alto Cuanza entre a nascente, no Planalto Central de Angola, e a Central Hidroelétrica de Capanda; a do Médio Cuanza que vai de Capanda até a Central Hidroelétrica de Cambambe, e; a do Baixo Cuanza vai desde o Cambambe até à foz.